# Notanisomorphella borborica
Notanisomorphella borborica är en stekelart som först beskrevs av Alfred Giard 1903.  Notanisomorphella borborica ingår i släktet Notanisomorphella och familjen finglanssteklar. Inga underarter finns listade i Catalogue of Life.